# Глостер Гамбет
Глостер Гамбет (енгл. Gloster Gambet) је британски морнарички ловац. Први лет авиона је извршен 1926. године. 

Највећа брзина авиона при хоризонталном лету је износила 245 km/h.
Распон крила авиона је био 9,69 метара, а дужина трупа 6,47 метара. Празан авион је имао масу од 912 килограма. Нормална полетна маса износила је око 1395 килограма. Био је наоружан са два митраљеза калибра 7,7 милиметара Викерс.

## Наоружање
| Наоружање авиона: Глостер Гамбет |     |
| Ватрено (стрељачко) наоружање    |     |
| Топ                              |     |
| Митраљез                         |     |
| Број и ознака митраљеза          | 2   |
| Калибар                          | 7,7 |
| Бомбардерско наоружање (бомбе)   |     |
| Ракетно наоружање (ракете)       |     |